# Словенска първа лига
Първа словенска футболна лига (на словенски: Prva slovenska nogometna liga) е лигата от най-високо ниво в словенския футбол. Основана е през 1991 след отцепването на Словения от Югославия. Преди това Словенската републиканска лига е била долно ниво на Югославската първа лига. Единствените 3 отбора, които никога не са изпадали от 1991 насам са НК Марибор, ФД Горица и НК Целе.
С най-много мачове в лигата е Себастиан Гобец с 488 участия, а вечен голмайстор е Маркос Таварес със 159 гола.

## Формат и регламент
В Словенската Първа лига участват 10 отбора. Те играят по 4 пъти помежду си-всеки отбор има 2 мача като домакин и 2 като гост срещу всеки останал отбор в лигата. Шампионът печели право на участие в квалификациите на Шампионската лига. В турнира Лига Европа се класират вторият и третият отбор в крайното класиране и носителя на купата на страната.
Отборът, класирал се на последно място, отпада директно във Втора Словенска лига, а деветият в крайното класиране играе бараж за оставане срещу вторият отбор от класирането във Втора лига.

## Шампиони на страната
- 1992 – Олимпия Любляна (1)
- 1993 – Олимпия Любляна (2)
- 1994 – Олимпия Любляна (3)
- 1995 – Олимпия Любляна (4)
- 1996 – Горица (1)
- 1997 – Марибор (1)
- 1998 – Марибор (2)
- 1999 – Марибор (3)
- 2000 – Марибор (4)
- 2001 – Марибор (5)
- 2002 – Марибор (6)
- 2003 – Марибор (7)
- 2004 – Горица (2)
- 2005 – Горица (3)
- 2006 – Горица (4)
- 2007 – Домжале (1)
- 2008 – Домжале (2)
- 2009 – Марибор (8)
- 2010 – Копер (1)
- 2011 – Марибор (9)
- 2012 – Марибор (10)
- 2013 – Марибор (11)
- 2014 – Марибор (12)
- 2015 – Марибор (13)
- 2016 – Олимпия Любляна (5)
- 2017 – Марибор (14)
- 2018 – Олимпия Любляна (6)
- 2019 – Марибор (15)
- 2020 – Целие (1)
- 2021 – Мура (1)
- 2022 – Марибор (16)
- 2023 – Олимпия Любляна (7)
- 2024 – Целие (2)
- 2025 – Олимпия Любляна (8)